# Булгаков, Александр Яковлевич
Алекса́ндр Я́ковлевич Булга́ков (23 ноября [4 декабря] 1781, Стамбул — 1863[…] или апрель 1863, Дрезден) — русский дипломат, сенатор, московский почт-директор, чьи письма, изданные в трёх томах, дают подробнейшую картину повседневной жизни русской аристократии XIX века. В его обширной переписке, по словам князя Вяземского, отразились «весь быт, всё движение государственное и общежительное, события, слухи, дела и сплетни, учреждения и лица, с верностью и живостью».

## Биография

### Ранние годы
Старший сын известного екатерининского дипломата. Родился 23 ноября 1781 года в Константинополе от связи русского посланника Якова Ивановича Булгакова с француженкой Катериной Любимовной Имбер (ум. 1809). В 1790 году вместе с братом Константином получил фамилию и герб Булгаковых.
Воспитывался в петербургской немецкой школе Святого Петра. Записанный с 1789 года сержантом в Преображенский полк, в 1796 году поступил юнкером в Коллегию иностранных дел.
Сын француженки, уроженец юга, Булгаков по внешности и темпераменту напоминал южанина, по убеждениям же и вкусам был вполне русским человеком. Не имея глубокого ума, считался образованнейшим человеком своего времени, был приятен в обществе, умел хорошо подмечать слабости людей и искусно их передразнивать. Мастер рассказывать, А. Я. Булгаков любил чтение и сам был не чужд литературы, хоть и без особенного успеха.
В молодости, в 1802—1807 годах, служил, как и его брат, по дипломатической части: секретарём посольства в Неаполе при посланнике Д. П. Татищеве. Этот пост он оставил ещё задолго до Отечественной войны. После пребывания в дипломатической миссии в Неаполе и Палермо, при неаполитанском короле Фердинанде IV, на всю жизнь сохранил пристрастие к итальянской культуре и литературе, пересыпая свой разговор неаполитанскими присловьями. В Италии полюбил музыку, особенно оперы Моцарта и «Шимароза», которые разыгрывал на клавикордах «самоучкой, по слуху, чуть ли не по чутью».
В дальнейшем служил сначала вместе с младшим братом своим, Константином, в Московском архиве коллегии иностранных дел, о чём упоминает в своих записках Вигель. К архиву иностранных дел Александр причислился в 1809 году, чтобы жить в Москве вместе с отцом. Через три года был назначен чиновником для особых поручений к графу Ростопчину, чью особую любовь и доверие сумел заслужить; в этой должности он состоял и при преемнике Ростопчина графе Тормасове. 2 сентября 1812 года во время занятия Наполеоном Москвы чудом избежал плена. Одним из первых Булгаков вернулся в сожженную французами столицу и весной 1813 года анонимно опубликовал известное описание послепожарной Москвы с пространным заглавием: «Русские и Наполеон Бонапарте, или Рассмотрение поведения нынешнего обладателя Франции с Тильзитского мира по изгнании его из древней Российской Столицы с присовокуплением многих любопытных анекдотов и плана Москвы, в коем означены сгоревшие и оставшиеся в целости части города. Писано Московским Жителем 1813 года»[≡].
Произведенный в 1819 году в действительные статские советники и пожалованный в 1826 году в камергеры, А. Я. Булгаков продолжал числиться при архиве.

### Служба почт-директором

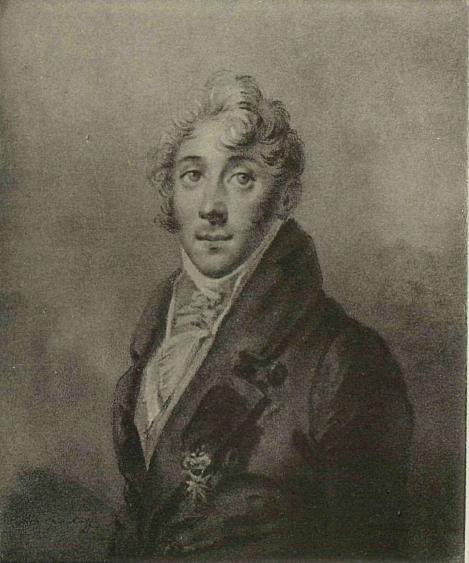
Портрет А. Я. Булгакова работы А. Молинари (1800-е)

Впоследствии, в 1832 году, Булгаков получил место московского почт-директора, к большому удовольствию москвичей и чиновников почтового ведомства, ещё помнивших его брата, К. Я. Булгакова, положившего немало сил на устройство Московского почтамта. В этой должности состоял очень долго, до 1856 года, когда сделался сенатором.
В период службы А. Я. Булгакова на московском почтамте в качестве почт-директора, Булгаков прослыл в Москве весьма предупредительным и любезным человеком, но в то же время позволял себе и такое невинное, по тогдашнему времени, занятие, как чтение чужих писем: по крайней мере, он читал и доставлял высшему начальству письма Пушкина, который, как известно, узнав об этом, написал однажды к жене своей письмо с чрезвычайно нелестными отзывами о Булгакове и его дочерях; на этот раз письмо не дошло ни до начальства, ни по назначению. О такой же слабости почтовых чиновников писал Булгакову и Жуковский, жалуясь, что письма его не доходят по назначению.
Когда было вскрыто письмо Пушкина жене Наталье Николаевне, его содержание стало известно императору Николаю I. Это произошло в 1834 году и стало причиной возмущения и оскорбления поэта: «Мысль, что кто-нибудь нас с тобой подслушивает, приводит меня в бешенство…». Почт-директор был знаком с Пушкиным и лично, о чём не преминул написать брату:
Я познакомился с поэтом Пушкиным. Рожа ничего не обещающая.
Александр Булгаков пользовался благоволением как Николая I, питавшего интерес к одной из его дочерей, так и его брата Михаила Павловича, которого умел развлекать в Москве своими остроумными рассказами.

### Последние годы жизни
Лишь после смерти императора в 1856 году Булгаков был перемещён с должности почт-директора в Сенат в чине тайного советника.
Наконец, по выражению князя Вяземского, «бедного гуся ощипали», когда уволили его из почтового ведомства и назначили в сенат, — он был поражён, как громом:
Cложения худощавого, поджарый, всегда держащийся прямо, отличающийся стройной талией черкеса, необыкновенной живостью в движениях и речи, — он вдруг осунулся телом и духом. Убеждён, что сенаторство, то есть отсутствие почтовой деятельности, имело прискорбное влияние на последние годы жизни его и её сократило.П. А. Вяземский
Булгаков скончался у младшего сына своего, Павла, в Дрездене в 1863 году, на 82-м году жизни. Был похоронен там же при церкви Св. Троицы.

## Литературное и эпистолярное творчество

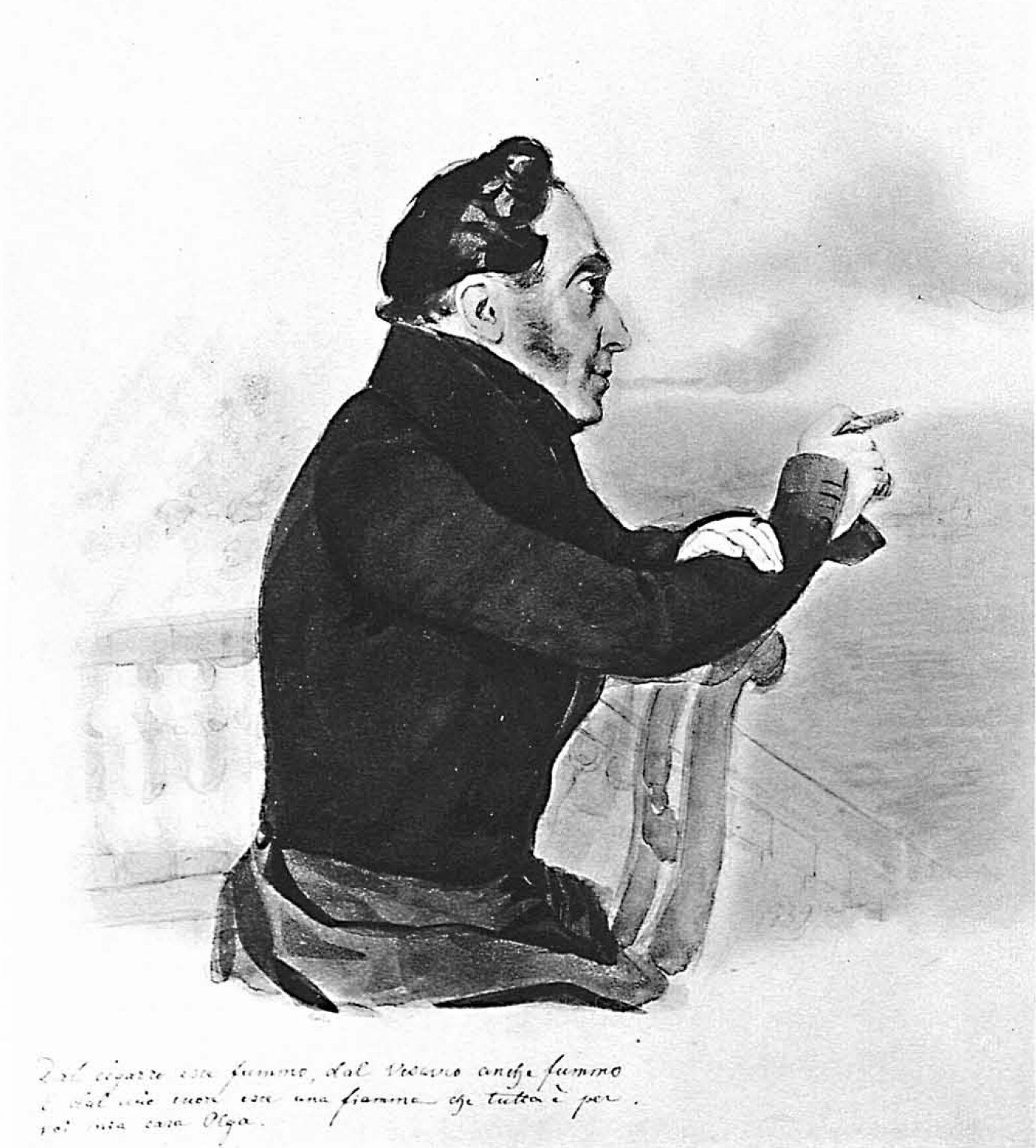
Портрет А. Я. Булгакова работы К. А. Горбунова (собрание А. А. Львовой, Москва)

Хотя Булгаков и не принадлежал к «Арзамасу», но с членами его был в приятельских отношениях: с Жуковским, Тургеневым, Дашковым, князем Вяземским и др. С Жуковским, когда он был за границей, Булгаков вёл обширную переписку; переписывался также с графом Растопчиным, М. С. Воронцовым, графом Закревским и др.
Многие серьёзно считали этого Булгакова «писателем»; но, по словам князя Вяземского, «литература» его была собственно переписка: он получал письма, писал письма, отправлял письма.
Сам мастер писать письма, страстный любитель новостей, А. Я. Булгаков имел в своём распоряжении богатый материал для удовлетворения этой своей слабости. «Ты рождён Гусем, то есть все твоё существо утыкано гусиными перьями, из которых каждое готово без устали писать с утра до вечера очень любезные письма», — писал ему В. Жуковский, намекая на любовь его к письмам. По получении от брата самых свежих новостей из Петербурга общительный Булгаков становился для москвичей как бы живой газетой, ибо приятные известия любил сообщать первым.
Уроженец константинопольский и чуть не обыватель Семибашенного замка, в котором отец его довольно долго пробыл в заточении, — провёл годы молодости своей в Неаполе, состоя на службе при посланнике нашем Татищеве. Он носил отпечаток и места рождения своего, и пребывания в Неаполе. По многому видно было, что солнце на утре жизни долго его пропекало. В нём были необыкновенные для нашего северного сложения живость и подвижность. Он вынес из Неаполя неаполитанский темперамент, который сохранился до глубокой старости и начал в нём остывать только года за два до кончины его. Игра лица, движения рук, комические ухватки и замашки, вся эта южная обстановка и представительность были в нём как будто врождёнными свойствами. От него так и несло шумом и движением Кияи и близостью Везувия. Он всегда, с жаром и даже умилением, мало свойственным его характеру, вспоминал о своем Неаполе. <…> Он ловко умел подмечать и схватывать разные смешные стороны и выражения встречающихся лиц. Он мастерски рассказывал и передразнивал. Беседа с ним была часто живое театральное представление. После Неаполя едва ли не лучшее время жизни Булгакова было время его почт-директорства. Тут был он также совершенно в своей стихии. Он получал письма, писал письма, отправлял письма: словом сказать, купался и плавал в письмах, как осётр в Оке.
Помимо Вяземского и Пушкина, в обширный круг знакомств Булгакова входили граф Каподистрия, братья Тургеневы, Закревский, Воронцов, Волконский.
Обширные извлечения из его переписки были опубликованы с разрешения наследников Бартеневым в «Русском архиве» в 1899—1909 годах. Редактор оговаривается, что по условиям публикации ему пришлось выпустить, в частности, подробное описание амурных похождений автора, и сетует на утрату многотомного дневника почтмейстера. Булгаков оставил след ещё и как один из первых историков русской прессы. В частности, он исследовал отложившиеся в Московском главном архиве европейские газеты XVII века и их русские переводы.

## Семья

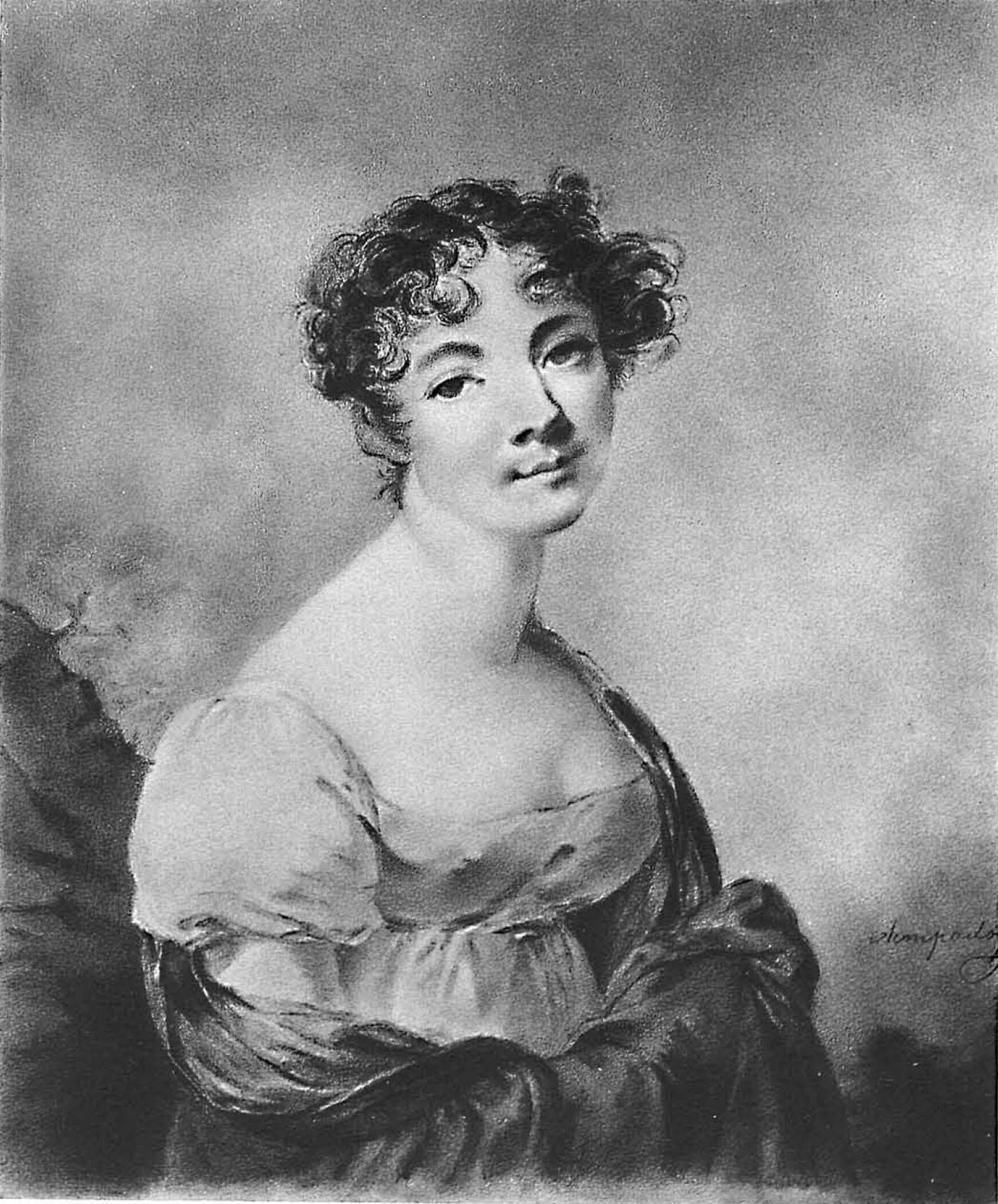
Наталья Булгакова на портрете А. Молинари (1810)

Булгаков был известным женолюбом и, по выражению Вяземского, всегда был немного влюблён (inamorato). Во время пребывания в Италии, к примеру, состоял в связи с замужними княгинями Екатериной Долгоруковой и Анной Гагариной, бывшей фавориткой Павла I. Получив из Петербурга известие о её смерти, Булгаков писал на родину:
Между радостями, которые думал найти в России, считал и ту: ещё раз её обнять. Мы, как бешеные, друг друга любили, и я с нею провёл здесь 8 месяцев, наиприятнейших в свете. Без её малодушия умерла бы она моею.
Первая жена (с 27 августа 1809 года) — княжна Наталья Васильевна Хованская (1785—1841), дочь князя Василия Алексеевича Хованского (1755—1830) и Екатерины Петровны Нарышкиной (1757—1795). В молодости она отличалась «оригинально-привлекательною» наружностью и была хорошей певицей. В браке имела 12 детей, причём зрелости достигли лишь две дочери и два сына. Сыновья потомства не оставили (с ними пресекся род Булгаковых). Дети:
- Екатерина (01.03.1811[17]—1880), фрейлина, одна из московских красавиц, с 1835 года замужем за П. Д. Соломирским. Жила с мужем в Царском Селе, затем в Сысерти, где Соломирскому принадлежал железоделательный завод.
- Константин (1812—1862), офицер, светский карикатурист и музыкант-любитель, любитель шалостей. Соученик М. Ю. Лермонтова, близкий друг и адресат писем М. И. Глинки, К. К. Данзаса. Подобно отцу, «представлял, в лицах и в голосе, известных певцов итальянских и русских»[8]. Выйдя в 1845 г. в отставку, был прикован к инвалидному креслу нейросифилисом, жил в Москве в доме отца. «Я душевно бы о нем соболезновал, — писал Булгаков, — ежели и не был он моим сыном: рожденный с самым крепким телосложением, одаренный умом, добрым сердцем, различными дарованьями, — все это ни к чему не послужило. Он карьеры своей не сделал, посредством выгодной женитьбы также благосостояния своего не устроил, а, предавшись вину, потерял в молодых летах (вероятно, безвозвратно) главное сокровище на сём свете — здоровье! Все хорошие качества души начали мало-помалу в нем исчезать. Единственными его кумирами соделались: веселие, вино и деньги!»
- Ольга (08.07.1814[18]—16.04.1865), фрейлина, фаворитка Николая I; с 1831 года замужем за князем Александром Сергеевичем Долгоруковым (1808/1810—1873). Скончалась от болезни сердца в Ницце, похоронена в Дрездене.
- Владимир (20.05.1816[19]— ?)
- Яков (29.06.1822[20]—10.12.1822[21])
- Сергей (13.06.1824[22]— ?)
- Пётр (30.07.1825[23]—31.07.1825), близнец с братом.
- Павел (30.07.1825—1873), сначала служил в канцелярии кавказского наместника в Тифлисе, а затем на дипломатическом поприще: был консулом в Любеке, сотрудником посольства в Саксонии (в Дрездене). Вернувшись на родину, проживал в Тульской губернии. Был женат на Юлии Николаевне Исленьевой (1818—1871). Как и брат Константин, в молодые годы отличался шалостями. Балетоман. Похоронен в Санкт-Петербурге.

Вторая жена (с 2 ноября 1845 года) — Эмерика Адамовна Ограновичева (1800—11.09.1847), дочь помещика Махновецкого повета, Родзенского старосты Адама Блажиева Ограновичева; вдова друга Булгакова, генерал-майора М. Н. Мацнева.

## Труды
Булгаков напечатал следующие собственные сочинения:
- «Воспоминания о 1812 годе» («Москвитянин», 1843),
  - по тому же поводу статьи в «Сыне отечества» 1814 года под заглавием: «Разговоры неаполитанского короля с графом Милорадовичем» и пр.;
- «Отрывок из записок старого дипломата» (СПб., 1857), в «Санкт-Петербургских ведомостях» и в «Библиографических записках»;
- «Выдержки из записок 1811 и 1812 гг.» («Русский архив», 1867);
- «Русские и Наполеон Бонапарте» (изд. 2-е, Москва, 1813, без имени)[^];
- «Ответ на библиографический вопрос» («Московский телеграф», 1827)[15];
- «Биография А. А. Волкова…» (Москва, 1833);
- «Биография… К. Я. Булгакова» (Москва, 1838)[26].

Позднее, в числе прочих его сочинений, публиковались:
- Булгаков А. Письмо из Москвы в Одессу от Московского почтдиректора А. Я. Булгакова к графу М. С. Воронцову от 31 Декабря 1825 года // Русский архив. — 1893. — Кн. 1. — Вып. 1. — С. 39—41. (Дата обращения: 12 марта 2011)
- Булгаков А. Я. Заметки на память (А. Я. Булгакова) // Русский архив. — 1866. — Вып. 5. — Стб. 700—703. (Дата обращения: 12 марта 2011)
- Булгаков А. Я., Булгаков К. Я. Письма: В 3 т. — М.: Захаров, 2010. — 752 + 672 + 624 с. — ISBN 978-5-8159-0950-2.. (Дата обращения: 5 апреля 2010)